# Distoleon tripunctatus
Distoleon tripunctatus is een insect uit de familie van de mierenleeuwen (Myrmeleontidae), die tot de orde netvleugeligen (Neuroptera) behoort. 
Distoleon tripunctatus is voor het eerst wetenschappelijk beschreven door Navás in 1914.